# Colosseum (vonat)
A Colosseum egy vasúti járat volt, amely Olaszországban Róma és Milano Centrale, később Frankfurt között közlekedett 1984-től. Nevét a Rómában található Colosseumról kapta.

## Története

### Trans Europ Express
A Colosseum a TEE Settebello utódja volt ugyanazon az útvonalon és menetrend szerint. Az ETR 300 sorozatú motorvonatot a Gran Conforto mozdonyvontatta kocsik váltották fel. Mivel a Settebello név széles körben társult az ETR 300 motorvonathoz, a Milánó–Róma szolgáltatás nevét is megváltoztatták. 1984. június 3-án a szolgáltatás TEE Colosseum (vagy olasz nyelven Colosseo) néven folytatódott. A vonatot az FS E444 sorozatú mozdonyok vontatták, és Gran Conforto személykocsikat használtak, amelyeket 1984. június 2-ig a TEE Adriaticóban használtak. Három év TEE-szolgálat után a Colosseumot két kocsiosztályú InterCity-vé alakították át.

### Eurocity
1989. május 28-án az útvonal északabbra meghosszabbodott Frankfurt am Mainig, és nemzetközi viszonylatban a vonat EuroCity-nek minősült. Az EuroCity szolgáltatás kocsijait a Deutsche Bundesbahn biztosította. 1991-ben a német InterCityExpress (ICE) a Hannover–Würzburg nagysebességű vasútvonal megnyitásával indult el. Ez a távolsági vonatok átszervezését jelentette, amely az EuroCityket is érintette. A Frankfurtba utazók használhatták az ICE-t Bázeltől északra, de az északabbra fekvő Rajna-völgyben még nem volt nagysebességű szolgáltatás, így az ottani EuroCityk számát megnövelték. A Milánóból Németországba utazók használhatták az EC Verdit, de ez a vonat nem Milánótól délre közlekedett. A Colosseumot a Róma–Bázel részre rövidítették, amely 1997. május 31-ig folytatta működését. 1997. június 1-jén a Cisalpino bemutatta a Milánó és Bázel között az ETR 470 billenőszekrényes motorvonatokat, amelyek felváltották az EC Colosseumot.